# Lawrentija Harasymiw
Lawrentija Illjiwna Harasymiw (ukrainisch Лаврентія Іллівна Гарасимів, auch Herasymiv; * 30. September 1911 in Rudnyky, Königreich Galizien, Österreich-Ungarn; † 28. August 1952 im Lager Charsk, Oblast Tomsk, RSFSR, UdSSR) war eine Nonne, die der Ukrainischen griechisch-katholischen Kirche angehörte und 2001 von Papst Johannes Paul II. seliggesprochen wurde.

## Leben
Sie wurde 1911 als Lewkadija Illjiwna Harasymiw (ukrainisch Левкадія Іллівна Гарасимів) geboren und trat 1931 in die Kongregation der Schwestern vom Heiligen Josef ein, wo sie 1933 ihre Weihe empfing. Nach dem Ende des Zweiten Weltkriegs war sie gezwungen, in den Untergrund zu gehen. Schwester Lawrentia wurde 1951 durch Agenten des MGB verhaftet und in das Lager Boryslaw deportiert, ehe sie ins Lager Charsk geschickt wurde, wo sie am 28. August 1952 an den Folgen einer Tuberkulose starb.
Sie wurde am 27. Juni 2001 durch Johannes Paul II. im Rahmen der Beatifikation von fünfundzwanzig Seligen der griechisch-katholischen Kirche der Ukrainer seliggesprochen.